# Франсис Томас Грегъри
Франсис Томас Грегъри (на английски: Francis Thomas Gregory) e англо-австралийски пътешественик-изследовател, топограф и политик.

## Ранни години (1821 – 1876)
Роден е на 19 октомври 1821 година в графство Нотингамшър, Англия, по-малък брат на Чарлз Огъстъс Грегъри. През 1829 семейството му емигрира в Западна Австралия. През 1841 завършва кадетското училище в Пърт и същата година двамата братя стават сътрудници на местната (в Пърт) топографска служба. От 1847 е назначен за помощник държавен геодезист.

## Експедиционна дейност (1846 – 1861)
През 1846 участва в експедицията на брат си Огъстъс, като за 47 дни двамата преминават около 1500 км и в долината на река Ъруин откриват въглищни залежи. През 1848 в самостоятелна експедиция на 29°50′ ю. ш. 117°30′ и. д. / 29.833333° ю. ш. 117.5° и. д. открива езерото Мур.
От 1857 до 1861 извършва три експедиции в северната част на Западна Австралия, като изследва горното течение на река Мърчисън (1857), река Гаскойн (1858) и открива планината Огъстъс (1105 м). През 1860 Франсис Грегъри посещава Англия и успява да „изпроси“ 2000 £ от британското правителство за организиране на експедиция, целта на която е откриване и изследване на Северозападните части на Австралия. На 23 април 1861 експедицията в състав от 9 души на коне напуска Фримантъл и се отправя на север. Открива реките Де-Грей, Фортескю, Ашбертон и Оковер, и простиращият се на юг от Фортескю хребет Хамърсли (1226 м, най-високата точка на Западна Австралия). На 25 юни достига до 23º 56` ю.ш., от където завива на северозапад и на 19 юли достига до западното крайбрежие, където ги очаква кораб, с който се завръщат в Пърт на 9 ноември 1861. Експедицията открива благоприятни пасища за отглеждане на овце, а Грегъри съставя схематична геоложка карта на Западна Австралия.
През 1863 г., за постигнатите резултати в Западна Австралия е награден със златен медал на Британското кралско географско дружество.

## Следващи години (1861 – 1888)
През 1862 г., Грегъри се премества в щата Куинсланд. Няколко години е полицейски комисар, от 1874 е член на законодателния съвет на щата, а от 1883 за кратко е началник на пощите в Куинсланд.
Умира на 24 октомври 1888 година в селището Тууомба в Куинсланд на 67-годишна възраст.

## Памет
Неговото име носят:
- град Грегъри (28°11′ ю. ш. 114°15′ и. д. / 28.183333° ю. ш. 114.25° и. д.) в щата Западна Австралия, Австралия;
- град Грегъри Даунс (18°39′ ю. ш. 139°15′ и. д. / 18.65° ю. ш. 139.25° и. д.) в щата Куинсланд, Австралия;
- езеро Грегъри (20°12′ ю. ш. 127°27′ и. д. / 20.2° ю. ш. 127.45° и. д.) в щата Западна Австралия, Австралия;
- езеро Грегъри (25°35′ ю. ш. 119°56′ и. д. / 25.583333° ю. ш. 119.933333° и. д.) в щата Западна Австралия, Австралия;
- окръг Грегъри в щата Куинсланд, Австралия;
- река Грегъри, десен приток на река Никълсън (от басейна на залива Карпентария) в щата Куинсланд, Австралия;
- хребет Грегъри, в Голямата вододелна планина, в щата Куинсланд, Австралия;

## Трудове
- Journal of Australien explorations (1884).